# 認識你的客戶
認識你的客戶（英語：know your customer），是企業確認客戶身份的程序，通稱KYC，在各個公司或機關的華語名稱不同，也稱為瞭解你的客戶、認識客戶政策、客戶身分審查、客戶身分盡職調查等。此一詞語也用在银行监管。
「認識你的客戶」程序也適用在不同規模的公司，以確認其可能的客戶、顾问或经销商符合反賄賂标准（anti-bribery compliance）。越來越多的銀行、保险公司會要求客戶提供具體的反腐敗盡職調查資訊，以確認客戶的诚实和正直。
「認識你的客戶」程序目的是為了預防身份盗窃、金融詐騙、洗錢及恐怖主义融资，在全球都日益重要。

## 外部連結
- Description of responsibilities for KYC, CDD, and EDD professionals （页面存档备份，存于）